# Бекуорт, Джеймс

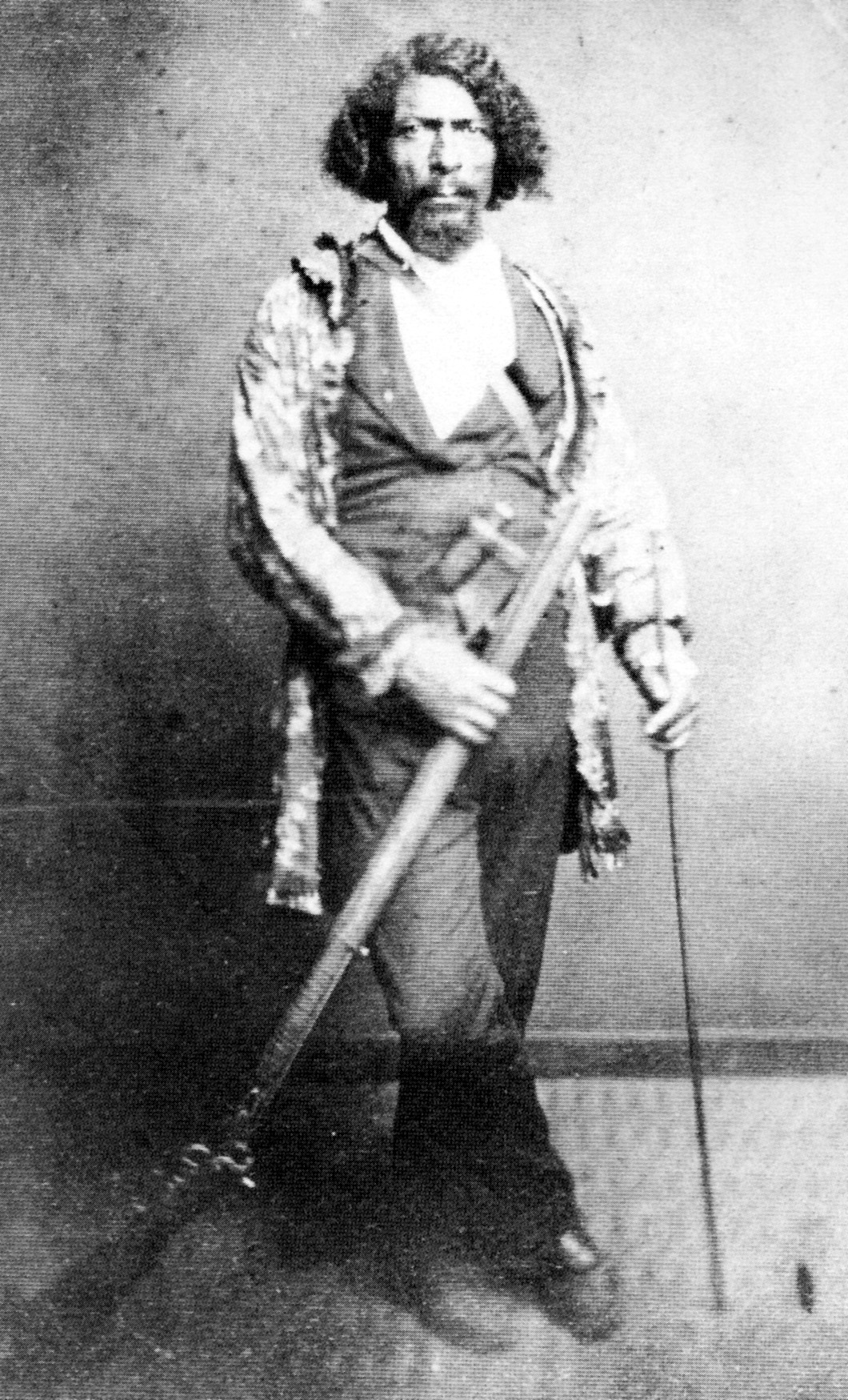
Бекуорт, приблизительно в 1860 году.

Джеймс Пирсон Бекуорт (англ. James Pierson Beckwourth; 6 апреля 1798 — 29 октября 1866) — американский первопроходец, маунтинмен и торговец.

## Биография
Джеймс Бекуорт родился в 1798 году в округе Фредерик, Виргиния. Его отцом был Дженнингс Бекуит, потомок английских и ирландских дворян, мать имела африканское происхождение и являлась рабыней Бекуита.
В 1809 году Дженнингс Бекуит отправился в Миссури и взял с собой сына. В течение четырёх лет юный Джеймс учился в школе Сент-Луиса. Позднее он работал учеником кузнеца. Узнав о том, что Уильям Эшли и Эндрю Генри набирают людей для экспедиции в верховья реки Миссури, он вступает в их группу, которая станет известной как Сотня Эшли. В последующие годы Бекуорт прослывёт как удачливый траппер и охотник.
Его жизнь изменилась после того, как Калеб Гринвуд, один из трапперов Скалистых гор, в 1826 году сочинил историю индейцам кроу, выдав Бекуорта за одного из них. Гринвуд рассказал кроу, что Бекуорта, ещё совсем маленьким, похитили шайенны во время нападения на их лагерь. Благодаря этому рассказу, Бекуорт воспользовался предоставившейся возможностью и поехал в селение кроу, где одна из индианок признала в нём своего сына. Позднее он взял в жёны одну из дочерей вождя племени. Следующие девять лет Бекуорт провёл вместе с кроу, живя в их лагере и воюя вместе с ними против врагов племени. Чаще всего он участвовал в столкновениях с черноногими.
В 1837 году Бекуорт уезжает в Сент-Луис и записывается в добровольцы, чтобы принять участие во Второй Семинольской войне. Через год он возвращается на Запад и торгует с индейцами Великих Равнин. С началом Калифорнийской золотой лихорадки Бекуорт отправился к тихоокеанскому побережью. В Калифорнии он познакомился с Томасом Боннером, который записал рассказы Бекуорта и в 1856 году выпустил книгу о его жизни. Согласно заключённому между ними договору, Бекуорт имел право на половину доходов от продажи книги, но он не получил от Боннера этих денег.
В 1859 году Бекуорт на непродолжительное время вернулся в Миссури, а затем переехал в город Денвер. Через четыре года в Колорадо вспыхнула война между поселенцами и индейцами. Вооружённый конфликт стал особенно известен своим печальным эпизодом в ноябре 1864 года — бойней на Сэнд-Крик. Возмущённые этой резнёй шайенны запретили Бекуорту торговать с ними. После этого он служил разведчиком в американской армии. Из-за ухудшения здоровья Бекуорт был вынужден вернуться в селение кроу, где и скончался 29 октября 1866 года.